# Famille Oesinger
La famille Oesinger ou Œsinger est une ancienne famille patricienne strasbourgeoise.
Établie à Strasbourg depuis le XIVe siècle, elle s'est convertie au protestantisme au temps de la Réforme et joua un rôle important dans l'histoire de la ville de Strasbourg et dans celle de la Basse-Alsace.
Les Oesinger sont une dynastie d'industriels, la famille compte également des hommes politiques, des artistes, des hommes de lettres, des financiers, des entrepreneurs et des hommes d'affaires.

## Histoire

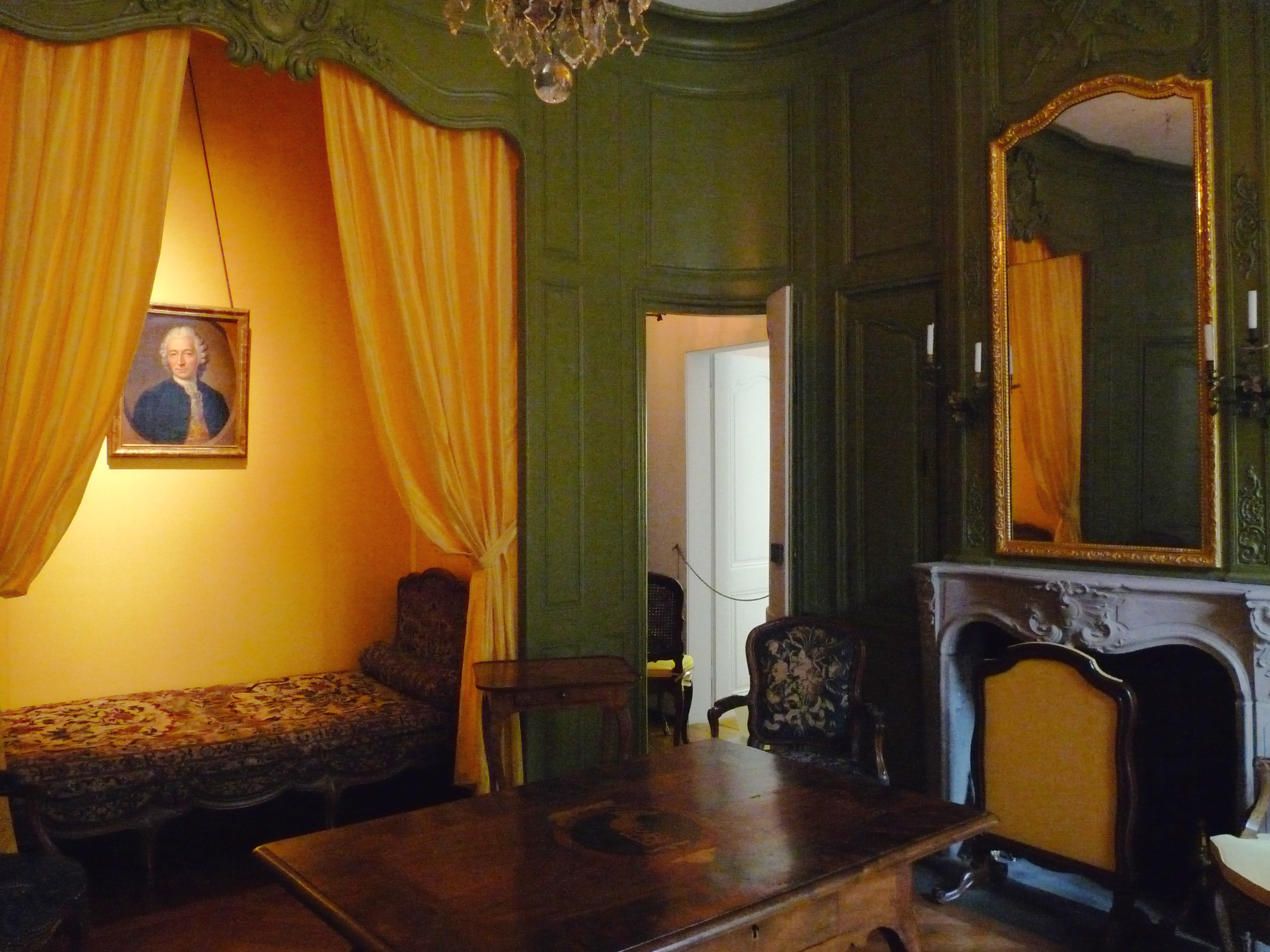
Cabinet de l'hôtel Oesinger aujourd'hui au Palais Rohan

La famille Oesinger est mentionnée la première fois à la fin du XIVe siècle à Strasbourg. À partir de la fin du XVe siècle sa filiation est ininterrompue.
Des membres de la famille siègent du XVIIe au XVIIIe siècle dans les conseils de la république de Strasbourg. Jean-Frédéric Oesinger devient ammestre de la ville en 1734. La famille continue de jouer un rôle important dans la politique alsacienne jusqu'au début du XXe siècle.
Au XVIIIe siècle la famille Oesinger se convertit à l'industrie du cuivre et installera sa résidence d'été à côté de sa manufacture. Le nom du lieu-dit "Kupferhammer" entre Ottrott et Klingenthal porte encore à ce jour les traces de son passé industriel jadis développé par les Oesinger à cet endroit. Plus tard la famille se lancera aussi dans l'industrie des produits colorants et tannants.
C'est une des rares familles du patriciat strasbourgeois, qui donna un ammestre à la ville, qui ne soit pas éteinte aujourd'hui.

## Membres de la famille

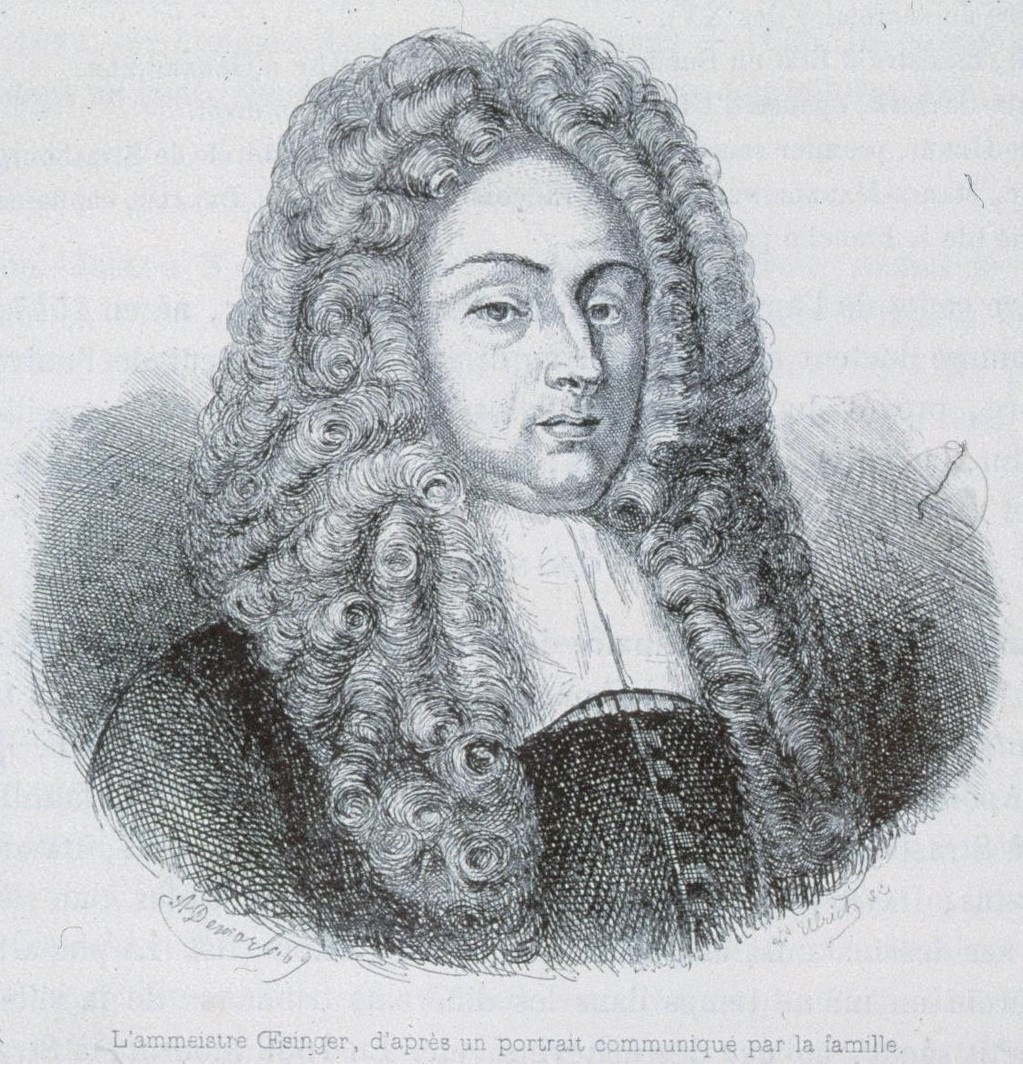
L'ammestre Jean Frédéric Oesinger

- Jean Frédéric Œsinger (1658-1737), ammestre de la ville de Strasbourg en 1734[3] ;
- François Daniel Ier Œsinger (1731-1790), entrepreneur de la manufacture de Klingenthal (1765-1784), maître de forges, industriel ;
- Charles Frédéric II Œsinger (1794-1864), député (1834-1837), maître de forges, industriel[4].

## Autres membres en lien avec le patronyme
Sébastien Brant, Albert Schweitzer et Jean-Paul Sartre sont de la famille.

## Armes
D’azur à 2 fasces d’or en chef et une tête de lion du même en pointe, lampassée de gueules.

## Alliances
Les principales alliances de la famille Œsinger sont: Güntzer, Blanck, Steudel, Reisseissen, de Dietrich, Faust, Fried, Bernegger, Geiger, Friderici, Greuhm, Petzel, Zimmer, Lauth, Reboul de la Jullière, Mannberger, Jacquel, de Turckheim, etc.

### Archives
- Papiers de la famille et de l'entreprise Oesinger conservés aux Archives départementales du Bas-Rhin sous la cote 56 J